# Стал, Джон М.
Джон Малколм Стал (англ. John Malcolm Stahl), при рождении — Яков Стрелицкий (англ. Jacob Morris Strelitsky) (21 января 1886 года — 12 января 1950 года) — американский кинорежиссёр и продюсер, более всего известный работами 1930-40-х годов. Один из основателей Академии кинематографических искусств и наук.

## Биография

### Ранние годы
Джон М. Стал родился 21 января 1886 года в Баку, Азербайджан (в то время — часть Российской империи), в еврейской семье. Когда он был ребёнком, семья переехала в США, осев в Нью-Йорке.
«Получив поверхностное образование в школе, 16-летний Стал пошёл в театральные актёры», а в 1913 году он пришёл в кино, начав играть в эпизодических ролях. Год спустя его взяла на работу в качестве режиссёра бруклинская студия «Витаграф». Большая часть его картин на «Витаграф» с годами была утеряна, хотя точно известно, что он поставил серию исторических короткометражек под общим названием «Цикл о Линкольне» (1917).
«Способный художник», «мастер женской мелодрамы», Джон Стал начал работать в кино в 1914 году, «продемонстрировав умение поднимать банальный сентиментальный материал на более высокий уровень». В 1917 году он перешёл на работу в нью-йоркскую компанию кинопродюсера Луиса Б. Майера, и 1924 году участвовал в процессе вхождения компании Майера во вновь созданную студию «Метро-Голдвин-Майер», где затем несколько лет проработал режиссёром.

### Работа на «Тиффани пикчерс» (1927—1931)
В 1927—1930 годах Стал был вице-президентом и «режиссёром-продюсером» независимой кинокомпании «Тиффани пикчерс», которую он переименовал в «Тиффани-Стал». Компания «Тиффани пикчерс» когда-то была «крупной рыбой среди киностудий „бедного ряда“. Студия поставила множество фильмов категории В, среди них как немые, так и более 70 звуковых фильмов».
В период 1927—1929 годов Стал был продюсером более чем 40 фильмов студии «Тиффани-Стал», наиболее успешными среди которых были комедийный мюзикл «Удачливый парень» (1928), приключенческая драма «Пропавший цеппелин» (1929), детектив «Крашенные лица» (1929) и комедия «Мистер Антонио» (1929).

### Режиссёрская карьера на студии «Юнивёрсал» (1930—1939)
С появлением звукового кино Стал продал свою долю в «Тиффани-Стал» и в 1930 году подписал контракт со студией «Юнивёрсал». «На этой студии Стал выработал собственный режиссёрский стиль, искусно сочетая элементы сентиментальности, чувственной мелодрамы и пышной романтики с акцентом на сильные, уверенные в себе женские характеры». «Его главными работами для „Юнивёрсал“ стали мелодрамы „Совершенно непорядочно“ (1931), „Закоулок“ (1932), „Имитация жизни“ (1934) и „Великолепная одержимость“ (1935)».
В общей сложности Стал поставил на «Юнивёрсал» девять фильмов, первыми среди которых были мелодрама «Леди капитулирует» (1930) с участием Конрада Найджела, Женевьевы Тобин и Роуз Хобарт, и романтическая комедия «Совершенно непорядочно» (1931) с Полом Лукасом и Сидни Фокс. Большого успеха Стал добился с мелодрамой «Семя» (1931) о писателе (Джон Боулз), который после успеха своего романа уезжает со своим литературным агентом (Женевьева Тобин) в Париж, бросая жену (Лоис Уилсон) и пятерых детей. Вернувшись десятилетие спустя, писатель со своей новой женой устраивает судьбу детей и налаживает отношения со своей бывшей женой. Мелодрама «Закоулок» (1932) рассказывает о несчастных отношениях влюблённой пары (Айрин Данн и Джон Боулз) на протяжении трёх десятилетий. Мелодрама «Только вчера» (1933) охватывает период с 1917 по 1929 год и рассказывает о любви богатого нью-йоркца (Джон Боулз) и красавицы из южных штатов (Маргарет Саллаван), в результате которой рождается ребёнок. Первая мировая война и жизненные обстоятельства разводят их в разные стороны, однако наступившая Великая депрессия снова сводит их вместе. Мелодрама с расовыми мотивами «Имитация жизни» (1934) с участием Клодетт Кольбер и Уоррена Уильяма рассказывала о дружбе белой вдовы и её чёрной экономки, об их коммерческих успехах и об испытаниях, которые связаны с их дочерьми. Фильм был номинирован на три Оскара, в том числе, как лучший фильм. В 1959 году Дуглас Сёрк сделал ремейк этой картины с Ланой Тёрнер в главной роли. Мелодрама «Великолепная одержимость» (1935) рассказывала о богатом мужчине (Роберт Тейлор), который стал косвенным виновником смерти известного врача и слепоты его жены (Айрин Данн). Страдая от чувства вины, он становится авторитетным врачом, излечивает с помощью разработанного им метода ослепшую вдову и влюбляется в неё. В 1954 году Сёрк сделал ремейк этого фильма с Джейн Уаймен и Роком Хадсоном в главных ролях.
В 1936 году Стал перешёл работать на один фильм на студию «Метро-Голдвин-Майер», где «провалился в качестве продюсера и режиссёра биографической мелодрамы „Парнелл“, известной как худший и наименее успешный фильм с Кларком Гейблом в главной роли» и даже «как худший фильм студии всех времён».
Стал снова поднялся в 1938 году с ещё одной работой на студии «Юнивёрсал», где он выступал в качестве как продюсера, так и режиссёра — в мелодраме из бродвейской жизни «Рекомендательное письмо» (1938), в котором «он успешно свёл воедино таких своеобразных звёзд, как Адольф Менжу, Андреа Лидс, Эдгар Берген и Чарли МакКарти». Стал был как продюсером, так и режиссёром и своей последней мелодрамы на студии «Юнивёрсал» — «Задержите рассвет» (1939) о любви бедной официантки (Айрин Данн) и концертирующего пианиста (Шарль Буайе), жена которого (Барбара О’Нил) страдает от психических расстройств после неудачных родов.
В начале 1940-х годов Стал ушёл со студии и работал фрилансером, в этот период его самым заметным фильмом была романтическая комедия «Наша жена» (1941) с Мелвином Дугласом в роли композитора, который после развода с женой начинает пить, но его спасет новая любовь (Рут Хасси).

### Карьера на студии «Двадцатый век Фокс» (1943—1949)
В 1943 году Стал заключил контракт со студией «Двадцатый век Фокс», где в течение последующих семи лет поставил одиннадцать картин, среди них "такие коммерчески привлекательные фильмы, как «Ключи от царства небесного» (1944) и классическая мыльная опера на тему «я люблю тебя до смерти» «Бог ей судья» (1945)".
Первой картиной на новой студии были комедийная мелодрама «Священные узы брака» (1943) о признанном британском художнике-отшельнике (Монти Вулли), который прожил 20 лет на одном из тихоокеанских островов в компании своего слуги. По возвращении в Британию, чтобы избежать шумихи, он решает выдать себя за слугу, который умер в пути. Однако оказывается, что слуга не только сделал предложение девушке (Грейси Филдс), но и женат на другой женщине. Военная драма «Бессмертный сержант» (1943) рассказывала о боевых действиях британского отряда в Северной Африке во время Второй мировой войны глазами его командира, набирающегося опыта капрала (Генри Фонда), который постоянно предаётся довоенным воспоминаниям об отношениях со своей невестой (Морин О’Хара).
Драма «Ключи от царства небесного» (1944) была посвящена судьбе шотландского католического священника (Грегори Пек), который проработал практически всю жизнь в католической миссии в глубинном Китае, сталкиваясь с враждебностью, изоляцией, болезнями, бедностью и прочими несчастьями, что только укрепляет его веру. На протяжении многих лет благодаря своей спокойной убеждённости, пониманию и уравновешенности он добивается признания со стороны местных жителей и роста числа прихожан. Фильм был номинирован на четыре Оскара, в том числе Грегори Пеку как лучшему актёру в главной роли, а также за лучшую операторскую работу.
В 1945 году Стал поставил свой, вероятно, самый успешный фильм, нуаровую мелодраму «Бог ей судья» (1945). Фильм рассказывает об эгоистической неконтролируемой ревнивой любви светской дамы (Джин Тирни) к писателю (Корнел Уайлд), ради которой она готова пойти на убийство его брата-инвалида, своего собственного нерождённого ребёнка и даже кончает жизнь самоубийством, чтобы подставить свою сводную сестру, которую она заподозрила в романе с мужем. Фильм завоевал Оскар за лучшую операторскую работу, а также ещё три номинации на Оскар, в том числе Тирни как лучшей исполнительнице главной роли.
Действие драмы «Лисы из Хэрроу» (1947) происходит накануне Гражданской войны в Новом Орлеане, где ирландский шулер с тёмным прошлым (Рекс Харрисон) всеми доступными ему способами прокладывает себе путь в высшее общество. Его жену, которая несмотря на его измены остаётся с ним, даже когда он теряет всё своё богатство, сыграла Морин О’Хара. Романтическая музыкальная комедия «Скандальная мисс Пилгрим» (1947) рассказывала о девушке (Бетти Грейбл), приехавшей в конце XIX века в Бостон с намерением доказать, что она способна справляться с офисной работой не хуже мужчин. В центре внимания драмы «Стены Иерихона» (1948) находится судьба провинциального окружного прокурора (Корнел Уайлд), который стремится в большую политику и одновременно вынужден выстраивать свои отношения с женой и любовницами. В фильме занят звёздный актёрский состав, включающий Линду Дарнелл, Энн Бакстер и Кирка Дугласа. Последними картинами Стала была спортивная комедия «Папа играл в защите» (1949) с участием Фреда МакМюррея и Морин О’Хары и мюзикл «О, красотка» (1949) с Марком Стивенсом и Джун Хэвер.
Стал продолжил работать продюсером и режиссёром вплоть до своей смерти в 1950 году.

### Смерть
В 1949 году Стал вышел на пенсию. Он умер 12 января 1950 года в Голливуде в больнице от сердечного приступа.

## Общественная деятельность
В 1927 году Стал был одним из 36 членов-основателей Американской академии кинематографических искусств и наук.

## Наследие
Своими работами в период своего расцвета Стал оказал значительное влияние на режиссёров, специализирующихся на женских картинах, «поставив изначальные экранные версии нескольких классических слезоточивых картин». Режиссёр Роберт Стивенсон в 1941 году сделал ремейк мелодрамы Стала «Закоулок» (1932) под тем же названием. Более других Стал оказал влияние на Дугласа Сёрка, который в 1950-е годы поставил «цветастые, вычурные» ремейки трёх фильмов Стала — «Великолепная одержимость» (1956), «Интерлюдия» (1957, ремейк фильма «Задержите рассвет» (1939)) и «Имитация жизни» (1959).
Двое актёров, снимавшихся в картинах Стала, были номинированы на премию «Оскар»: Грегори Пек — как лучший актёр за фильм «Ключи от царства небесного» (1944) и Джин Тирни как лучшая актриса за фильм «Бог ей судья» (1945).

## Избранная фильмография

### Режиссёр
- 1914 — Мальчик и закон / A Boy and the Law
- 1917 — Цикл о Линкольне / The Lincoln Cycle
- 1918 — Жёны / Wives of Men
- 1918 — Подозрение / Suspicion
- 1919 — Её закон чести / Her Code of Honor
- 1919 — Женщина под присягой / The Woman Under Oath
- 1919 — Важнее, чем любовь / Greater Than Love
- 1920 — Женщина в его доме / The Woman in His House
- 1921 — Дитя, которого ты дал мне / The Child Thou Gavest Me
- 1921 — Подозрительные жёны / Suspicious Wives
- 1921 — Посеяв ветер / Sowing the Wind
- 1923 — Опасный возраст / The Dangerous Age
- 1923 — Охотницы за женихами / The Wanters
- 1924 — Почему мужчины уходят из дома / Why Men Leave Home
- 1924 — Мужья и любовники / Husbands and Lovers
- 1925 — Красивая одежда / Fine Clothes
- 1926 — Переулок памяти / Memory Lane
- 1926 — Весёлый обманщик / The Gay Deceiver
- 1927 — Любовники? / Lovers?
- 1927 — Принц-студент в Старом Гейдельберге / The Student Prince in Old Heidelberg (сорежиссёр, в титрах не указан)
- 1927 — В старом Кентукки / In Old Kentucky
- 1930 — Леди сдаётся / A Lady Surrenders
- 1931 — Семя / Seed (также продюсер)
- 1931 — Совершенно непорядочно / Strictly Dishonorable (также продюсер без упоминания в титрах)
- 1932 — Закоулок / Back Street
- 1933 — Только вчера / Only Yesterday
- 1934 — Имитация жизни / Imitation of Life
- 1935 — Великолепная одержимость / Magnificent Obsession (также продюсер)
- 1937 — Парнелл / Parnell (также продюсер без упоминания в титрах)
- 1938 — Рекомендательное письмо / Letter of Introduction (также продюсер)
- 1939 — Задержите рассвет / When Tomorrow Comes (также продюсер)
- 1941 — Наша жена / Our Wife (также продюсер)
- 1943 — Бессмертный сержант / Immortal Sergeant
- 1943 — Священные узы брака / Holy Matrimony
- 1944 — Канун Святого Марка / The Eve of St. Mark
- 1944 — Ключи от царства небесного / The Keys of the Kingdom
- 1945 — Бог ей судья / Leave Her to Heaven
- 1947 — Скандальная мисс Пилгрим / The Shocking Miss Pilgrim (сорежиссёр, в титрах не указан)
- 1947 — Лисы из Хэрроу / The Foxes of Harrow
- 1947 — Амбер навсегда / Forever Amber (сорежиссёр)
- 1948 — Стены Иерихона / The Walls of Jericho
- 1949 — Папа играл в защите / Father Was a Fullback
- 1949 — О, красотка / Oh, You Beautiful Doll